# E.B. Henderson
Edwin Bancroft Henderson, anche noto come E.B. Henderson (Washington, 24 novembre 1883 – 3 febbraio 1977), è stato un insegnante di educazione fisica statunitense, considerato uno dei pionieri della pallacanestro.

## Biografia
È stato definito "Grandfather of Black Basketball", ossia il padre della pallacanestro giocata dai neri. Imparò il giocò all'inizio del XX secolo alla Università di Harvard, durante un corso di formazione per insegnanti di educazione fisica. Rientrato a Washington, insegnò le regole ai suoi studenti di colore e iniziò ad organizzare le prime partite tra afroamericani.
Henderson si sforzò a lungo di ridurre il divario sociale della popolazione nera; fu lui stesso a fondare la Interscholastic Athletic Association (ISAA), la prima organizzazione sportiva afroamericana. Nel corso degli anni organizzò numerosi varie leghe cestistiche composte da squadre afroamericane, in particolare tra gli stati del Medio Atlantico. Nel 1909 e nel 19010 vinse il "Black National Title" alla guida del Twelfth Street Colored YMCA e nel 1911 conquistò il "Colored Basketball World's Championship". Henderson fu inoltre colui che diede vita alla prima squadra di basket nella storia della Howard University.
Per il suo contributo al mondo del basket nel 2013 è stato inserito tra i membri del Naismith Memorial Basketball Hall of Fame.